# Pheidologeton ruber
Pheidologeton ruber är en myrart som först beskrevs av Smith 1860.  Pheidologeton ruber ingår i släktet Pheidologeton och familjen myror. Inga underarter finns listade i Catalogue of Life.